# Pod Pečmi
Pod Pečmi (nemško Steinkogel) je naselje v Občini Velikovec v Okraju Velikovec na Koroškem v Avstriji.